# Cassidy
Cassidy er en amerikansk stumfilm fra 1917 af Arthur Rosson.

## Medvirkende
- Richard Rosson som Cassidy.
- Frank Currier som Grant.
- Pauline Curley.
- Mac Alexander som Garvice.
- Eddie Sturgis som Bull.